# 威廉·霍根森
威廉·霍根森（英語：William Hogenson，1884年10月26日—1965年10月14日）是一位美国田径和短跑运动员，活跃于20世纪初。他在1904年夏季奥林匹克运动会男子60米赛跑中获得了一枚银牌，但被阿奇·哈恩击败，后者获得金牌。他还在100米和200米项目上分别获得两枚铜牌，这两个项目都被美国选手阿奇·哈恩夺得。

## 外部連結
- William Hogenson at databaseOlympics.com